# Технологическая компания
Технологическая компания (техкомпания) — тип предприятия, чья деятельность сосредоточена на разработке и производстве технологических продуктов или предоставлении технологии как услуги. Термин «технология» здесь прежде всего означает электронные технологии, такие как цифровые технологии, программное обеспечение и различные интернет-услуги, например электронная коммерция. Информационные компании (ИТ) и высокотехнологичные компании также являются технологическими компаниями.
На 2019 год в десятку крупнейших по доходам технологических компаний входят Apple, Samsung, Amazon, Hon Hai Precision Industry, Alphabet, Microsoft, Huawei, Dell Technologies, Hitachi и IBM. Семь крупнейших и наиболее прибыльных технологических компаний: Apple, Samsung, Alphabet, Facebook, Intel, Microsoft и Alibaba.
Apple, Alphabet, Facebook, Microsoft и Amazon часто называют «большой пятеркой» многонациональных технологических компаний, базирующихся в США. Эти пять технологических компаний играют решающую роль в основных областях, в каналах электронной коммерции и в управлении потоками информации во всей экосистеме Интернета. По данным 2017 года, большая пятерка совокупно оценивалась в более 3,3 триллиона долларов и составляла более чем 40 % в стоимости индекса Nasdaq 100.
Многие крупные технологические компании имеют репутацию новаторов, тратящих ежегодно крупные суммы денег на исследования и разработки. Согласно рейтингу Global Innovation 1000 от PwC за 2017 год, среди 20 самых инновационных компаний в мире 9 являются технологическими компаниями, при этом крупнейшим спонсором НИОКР (по расходам) является Amazon, за ней следует Alphabet, а затем Intel.
Многочисленные влиятельные технологические компании и технологические стартапы открывают офисы друг около друга, в результате чего в различных регионах мира появляются технологические центры. В их число входят: Кремниевая долина в области залива Сан-Франциско, Кремниевые доки в Дублине, Кремниевые холмы в Остине, Tech City в Лондоне, Город цифровых медиа в Сеуле, Чжунгуаньцунь в Пекине и Международный технопарк в Бангалоре.